# Rejencja łódzka

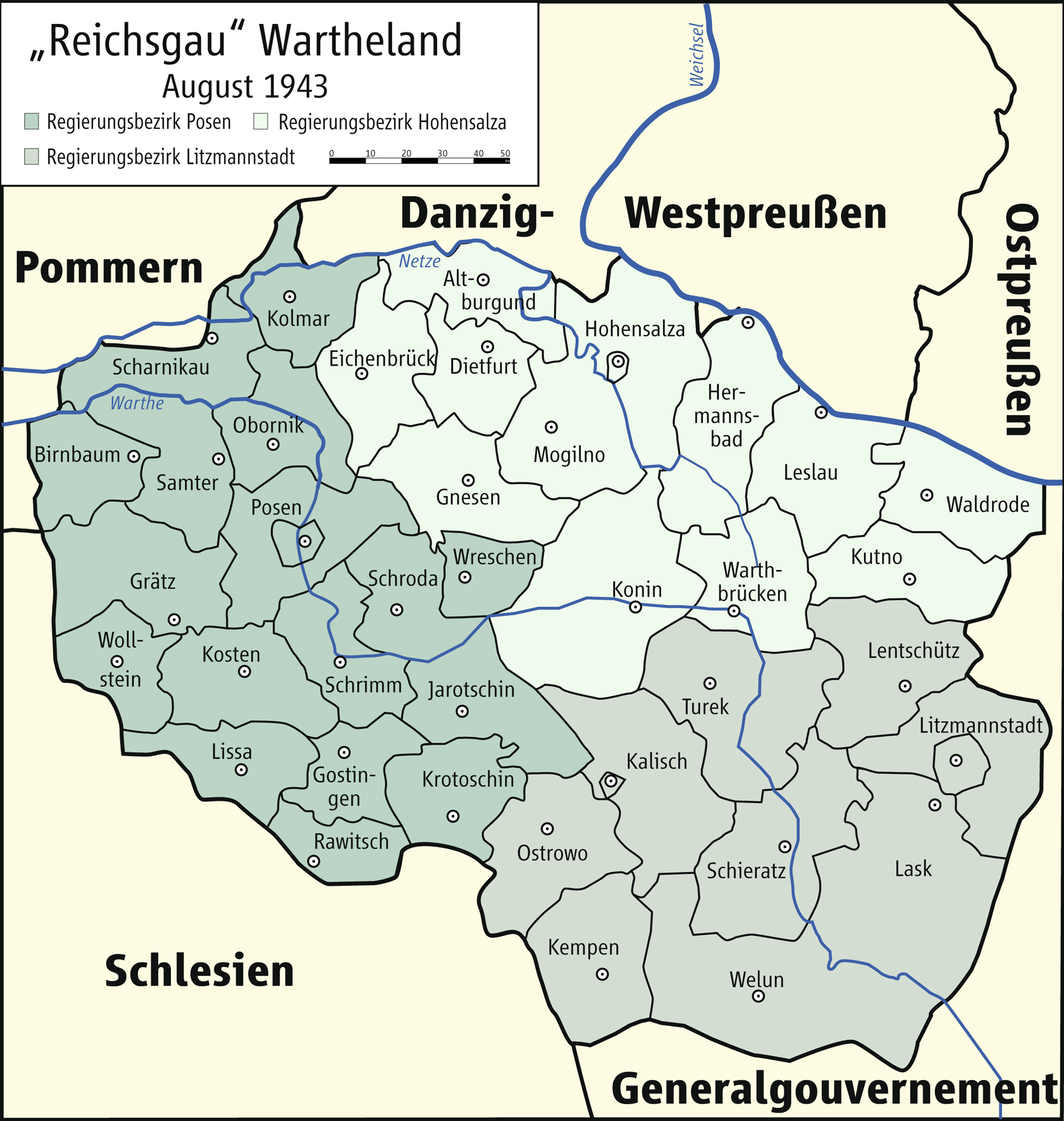
Mapa Kraju Warty z rejencjami i miastami powiatowymi

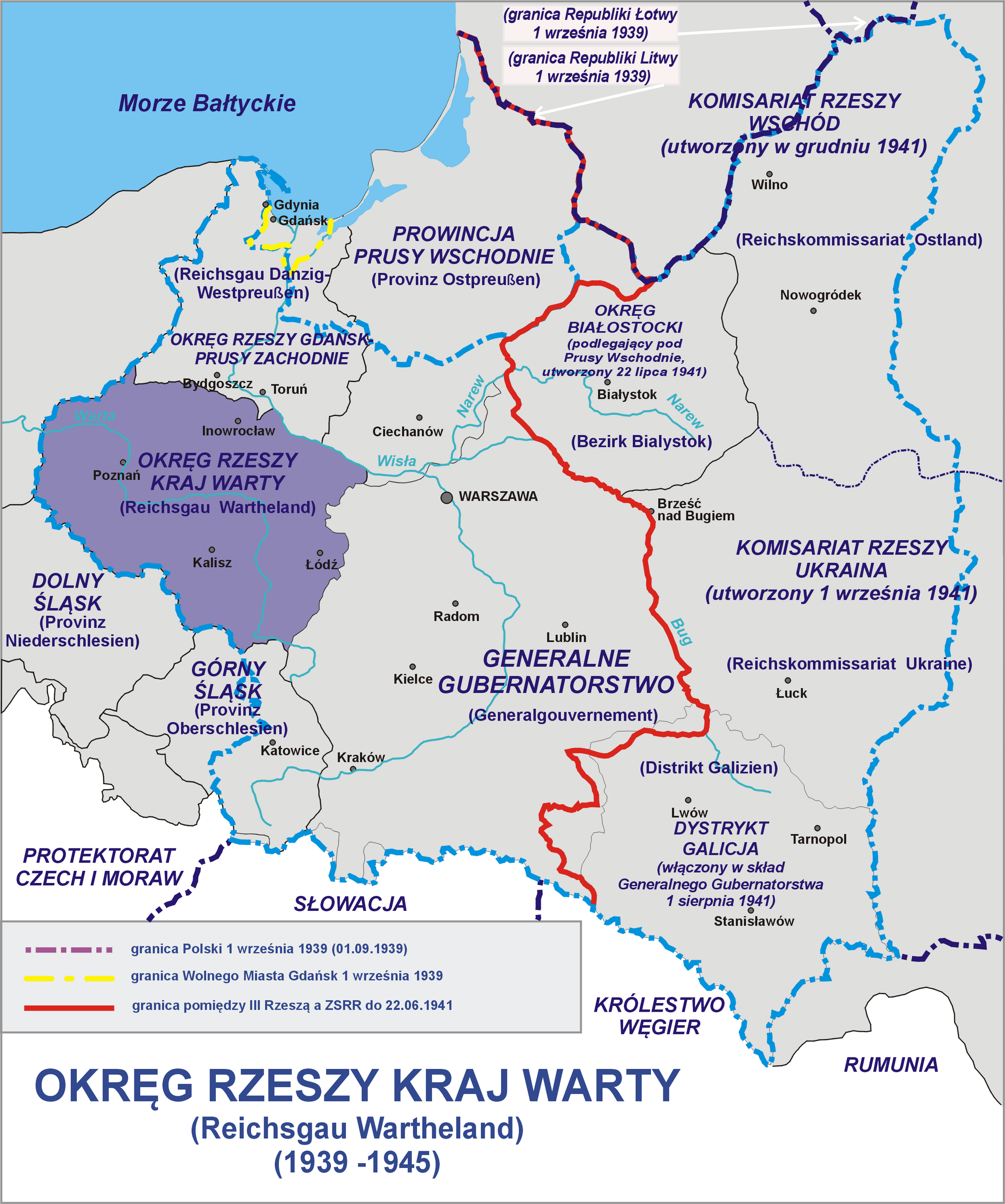
Położenie Kraju Warty względem przedwojennych granic Polski

Rejencja łódzka (niem. Regierungsbezirk Litzmannstadt) – niemiecka jednostka administracyjna istniejąca w latach 1941–1945 jako jedna z rejencji (okręgów) Kraju Warty.

## Historia
Rejencja powstała w lutym 1941, po przemianowaniu dotychczasowej rejencji kaliskiej, już rok wcześniej miasto Łódź (Litzmannstadt) stało się stolicą rejencji, więc zmiana nazwy rejencji nawiązywała do niemieckiej nazwy jej stolicy.

## Podział administracyjny

### Miasta wydzielone
- Kalisch
- Litzmannstadt

### Powiaty
- Landkreis Kalisch (kaliski)
- Landkreis Kempen (kępiński)
- Landkreis Lask (łaski z siedzibą w Pabianitz) – łącznie ze skrawkiem przedwojennego powiatu piotrkowskiego (Bełchatów)
- Landkreis Lentschütz (łęczycki z siedzibą w Brunnstadt)
- Landkreis Litzmannstadt (łódzki) – łącznie ze skrawkami przedwojennego powiatu brzezińskiego (Brzeziny, Stryków)
- Landkreis Ostrowo (ostrowski)
- Landkreis Schieratz (sieradzki)
- Landkreis Turek (turecki)
- Landkreis Welun (wieluński)